# Luitpold de Znojmo
Luitpold de Znojmo (tchèque : Litold znojemský, allemand : Luitpold von Znaim, latin : Lutoldus Znoyemsis; mort le 15 mars 1112) fut le corégent de Moravie entre 1092 et 1112.

## Famille

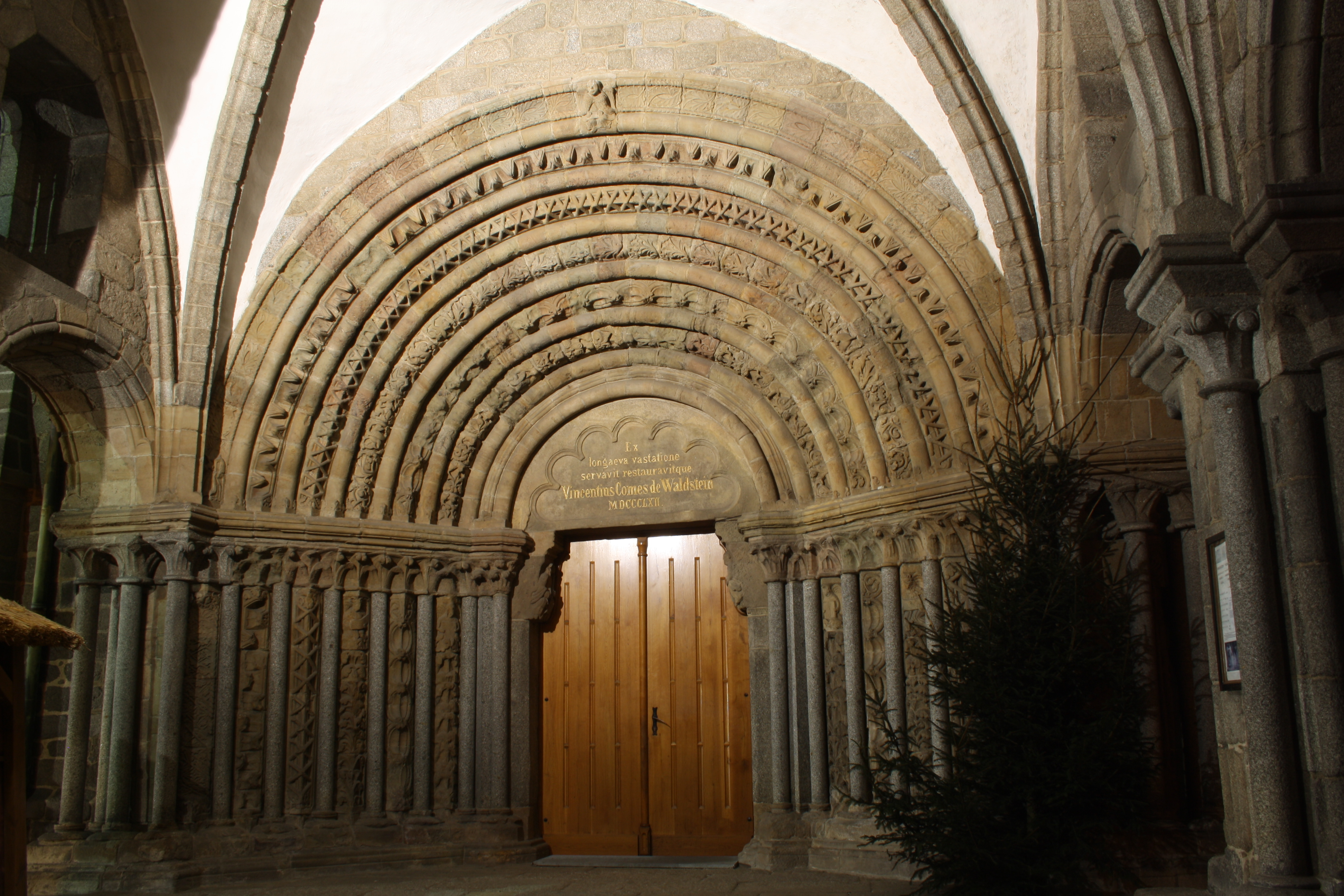
Portail de la Basilique Saint-Procope de Třebíč.

Luitpold est le second fils et co-successeur de Conrad Ier de Brno († 1092) éphémère duc de Bohême et de Wipirk de Tengling.
Il ne règne sur la moitié ouest de la Moravie, comme avant lui son père Conrad Ier, car le duché de  Brno est divisé en deux parties, Brno et Znojmo et Luitpold est corégent de son frère Ulrich Ier de Brno sur ce domaine,. Les deux frères fondent ensemble un monastère de bénédictins à Třebíč, l'actuelle basilique Saint-Procope et y établissent le mausolée familial de la lignée des Přemyslides de Brno-Znojmo. Luitpold règne sur la Moravie de Brno en diarchie avec son frère pendant une vingtaine d'années, avec une brève interruption lors de l'usurpation de leur cousin le duc Bretislav II de Bohême. Il a comme successeur son fils et héritier Conrad II de Znojmo.

## Union et postérité
Luitpold épouse Ida de Babenberg, fille de Léopold II, margrave d'Autriche et de son épouse Ida de Formbach-Ratelnberg, ils ont un fils :
- Conrad II de Znojmo, duc en Moravie, à Znojmo.